# Alfa Romeo 110
L'Alfa Romeo 110 era un motore aeronautico a 4 cilindri in linea rovesciato raffreddato ad aria, prodotto dall'azienda italiana Alfa Romeo Milano dal 1934 al 1944.
Realizzato su licenza della britannica de Havilland Engine Company, era, nella sua versione iniziale, il corrispondente del de Havilland Gipsy Major. In tutte le sue versioni questo motore fu costruito in 500 esemplari.

## Versioni

### Alfa Romeo 110 I
Scheda tecnica
- Potenza: 120 CV (89 kW)

Velivoli utilizzatori
- SAI Ambrosini 10
- CANSA C.5B/1
- CANT Z.1010 Balilla[1]
- CANT Z.1012
- Fiat G.2
- Saiman 202
- Biplano Calzoni

### Alfa Romeo 110 Ter
Scheda tecnica
- Potenza: 145 CV (97-108 kW)

Velivoli utilizzatori
- Ambrosini S.1001 Grifo
- Agusta CP-110